# Zamek w Jędrzychowie
Zamek w Jędrzychowie – wolnostojący kompleks z XIII w. zlokalizowany na naturalnym wzniesieniu skalnym w Jędrzychowie, który okresowo pełnił funkcję zboru ewangelickiego (1750-1945).

## Historia
Budynek okresowo pełnił funkcję zboru ewangelickiego, który początkami sięga warowni wzniesionej w 1295 r. przez księcia głogowskiego Henryka III. W 1331 r. budowla przeszła w ręce Zygmunta Krzysztofa von Rottenberg. Natomiast w 1361 r. Henryk V postanowił sprzedać zamek wraz z Polkowicami i Chobienią. W 1488 r., po przejęciu Głogowa przez Macieja Korwina w zamku znalazł schronienie Jan II Żagański, ostatni książę głogowsko-żagański z dynastii piastowskiej. Zamek ponownie zniszczono w XVII wieku, podczas wojny trzydziestoletniej – 12 września 1642 r. spalony przez wojska austriackie, a następnie zniszczony przez wojska szwedzkie. Nie odbudowano go. W 1744 r. właścicielem ruin stał się Chrystian von Busse, który w 1750 r. wzniósł tu świątynię ewangelicką. W 1884 r. obok budowli dobudowano neogotycką, wolno stojącą wieżę-dzwonnicę. 

### XX wiek
W 1903 r. budynek odrestaurowano. Nabożeństwa odbywały się w nim do 1945. Podczas II wojny światowej zabudowania zostały ponownie zniszczone i pozostały nieodbudowane. Po II wojnie światowej rozpoczęła się jego stopniowa dewastacja. Właścicielem została parafia rzymskokatolicka w Szklarach Górnych. Pomieszczenie na parterze budowli służyło jako kaplica grzebalna miejscowej szlachty. W budynku zachowały się sale o gotyckich sklepieniach.

### Stan obecny
31 marca 2015 właścicielem ruin zamku zostało Stowarzyszenie „Nowe Kazamaty” z Motyl. Do początku XXI wieku zachowały się sklepione pomieszczenia zamkowe oraz ślady fosy. Obiekt jest wpisany do rejestru zabytków; obecnie znajduje się w stanie daleko posuniętej dewastacji.

## Architektura
Zamek zbudowano na planie czworoboku, z dwóch stron posiada dobudówki. Jest trzykondygnacyjny. Pokryto go czterospadowym łamanym dachem. Plac wokół kompleksu jest otoczony owalnym murem kamiennym. Wolno stojącą dzwonnicę wzniesiono w stylu neogotyckim.